# Associazione Calcio Montagnana
L'Associazione Calcio Montagnana è la principale società calcistica di Montagnana in provincia di Padova.

## Storia

Foto storica dell'A.C. Montagnana.

È nata nel 1915, con colori sociali bianco-azzurri, nella sua storia può vantare due campionati di Serie C ed uno di Serie D. Il campo su cui gioca è denominato "Prato della Valle".
Il 9 giugno 1919, dopo la Grande Guerra, con la firma dei tre soci: G. Mioni, G. Corazza e F. Foratti si ricostituisce la società. Nell'amichevole che segue, contro il Calcio Padova, il Montagnana schiera la seguente formazione: Zanetti, Mozzi, Bernardi, Lusitani, Minzon, Stefani, Badiello, Zanon, Righetto, Cengiarotti e Pasqualin.

## La Prima Squadra

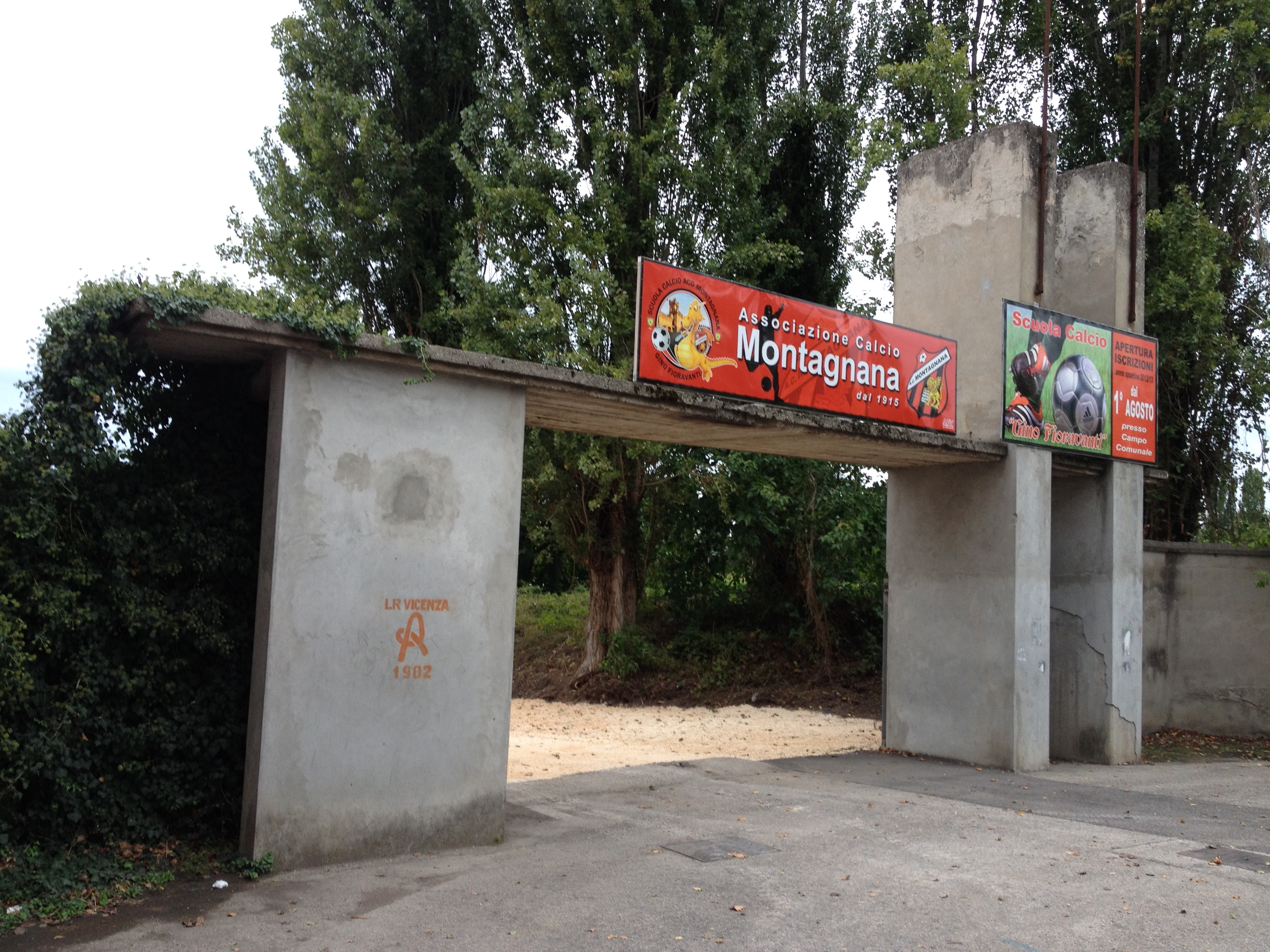
Ingresso stadio comunale dell'A.C. Montagnana.

La prima squadra milita nel girone E di Prima Categoria del campionato regionale FIGC Veneto.
La conduzione tecnica si compone di Diego Perotto nel ruolo di Direttore Sportivo. Completano l'organico dirigenziale Simone Bergamasco (presidente), Alessandro Uguccioni (vicepresidente), lo storico Segretario Francesco "Ciccio" Puliafito e il consigliere Alessandro Rubini.
Anni Duemila Dieci
A partire dalla stagione 2017/2018, la guida tecnica della squadra è affidata a Giuseppe "Beppe" Schivo. Nei campionati con mister Beppe in panchina, la squadra ha sempre lottato per le posizioni di vertice e facendo debuttare diversi ragazzi della categoria Juniores. Per due stagioni consecutive il sogno di promozione in Prima Categoria si è infranto ai play-off.
Anni Duemila Venti
A partire dalla stagione 2020/2021 la guida viene affidata a Mauro Pirocca, promosso dalla categoria Juniores, che si distingue fin da subito per la volontà di lanciare il progetto della "linea verde" della Scuola Calcio. Fin dalle prime gare infatti, la squadra scende in campo con la maggior parte dei componenti che sono cresciuti nelle file delle giovanili montagnanesi. La stagione successiva, con la Promozione acquisita tramite il ripescaggio, non cambia il modus operandi della Società rossonera: costi contenuti, spese concentrate sulla formazione dei giovani, organico costituito da atleti del settore giovanile.
Il 3 ottobre 2021, in occasione della terza giornata di campionato contro il Granzette, il Montagnana torna al successo in Prima Categoria dopo quasi sedici anni di assenza: 3-2 il finale con i gol di Padovan, Dupi e El Rhazzali. Tuttavia la stagione non rispecchia i buoni auspici di inizio stagione e si conclude con il ritorno in Seconda Categoria.
La stagione 2022/2023 è la stagione record: dopo l'emozionante testa a testa per tutta la stagione con l'Abbazia di Badia Polesine, è necessario lo spareggio per stabilire la vincente del girone H di Seconda Categoria Veneto. Teatro dello scontro lo stadio comunale di Ponso, che ha ospitato domenica 23 aprile ben 1.400 spettatori e che ha visto prevalere la formazione rossonera sui rodigini per 2-1, grazie alle reti di Pertile su calcio di rigore e Zulian. La vittoria consegna alla formazione montagnanese l'agognato ritorno in Prima Categoria.
La stagione 2023/2024 è lunga e tortuosa, la quale vede l'avvicendamento di ben quattro guide sulla panchina di viale Trento, ma si completa con la salvezza e il mantenimento della Prima Categoria Veneto, grazie alla vittoria del playout contro l'Abano sotto la guida di mister Schivo, che verrà confermato anche per la stagione successiva.
La stagione 2024/2025 riparte con una squadra rivoluzionata, con l'importante conferma di mister Schivo in panchina. Dopo un buon avvio, la squadra subisce un rallentamento con risultati altalenanti specialmente con le squadra della parte bassa della momentanea classifica. A dicembre, il Direttivo opta per il cambio: Schivo viene esonerato, al suo posto arriva la personalità di Roberto Bassi.  La stagione porterà ad una salvezza tranquilla, con la squadra che terminerà il campionato al sesto posto, miglior risultato della gestione Bergamasco-Uguccioni. Nonostante ciò, il 20 maggio vengono annunciate importanti novità nello staff tecnico: Davide Zuin è il nuovo Direttore Sportivo, mentre alla guida della squadra per la stagione 2025/26 troveremo Marco Biasin, con vice allenatore Daniele Trivellin e il preparatore dei portieri Gianluca Scarpariolo: nuove identità per un Montagnana che cerca un rinnovamento senza sviscerare le sue radici. 

## Il settore giovanile e la Scuola Calcio
Il settore giovanile rossonero conta più di 200 atleti tesserati, provenienti principalmente da Montagnana ma anche dai Comuni limitrofi di Casale di Scodosia, Urbana, Borgo Veneto, Merlara, spingendosi anche ai comuni vicentini limitrofi e all'estense.
Gli atleti, suddivisi oltre che per categoria anche per annata, si allenano e disputano i campionati FIGC presso lo stadio comunale. Inoltre, dal 2018, i colori rossoneri hanno ripreso a calcare lo storico campo del Centro Giovanile "Villaggio della Gioventù", già teatro del memorabile passaggio in Promozione Veneto agli albori degli Anni Novanta. Di recente è stato ripristinato anche l'utilizzo dell'impianto di gioco della località Borgo San Marco, in direzione Bevilacqua mentre è tutt'ora vigente l'utilizzo dell'impianto sportivo di Roveredo di Guà: complessivamente, quindi, l'Associazione svolge la sua attività in quattro impianti di gioco.
Il percorso per il riconoscimento della Scuola Calcio è iniziato nel 2016/2017 e ufficializzata dalla FIGC nella stagione successiva.
L'AC Montagnana schiera ogni fine settimana ben 16 formazioni, di età compresa tra i 5 e i 16 anni, comprese due formazioni interamente femminili; completa l'organico, oltre alla già citata Prima Squadra, la formazione Juniores.
Anni Duemila Dieci
A partire dalla stagione 2016/2017, il ruolo di Responsabile del Settore Giovanile viene affidato a Francesco Barbieri; a partire dalla stagione successiva, sarà Gianmarco Galante ad affiancarlo nel ruolo di Responsabile dell'Attività di Base, per la fascia di età 5-10 anni, lungo il triennio concluso ufficialmente nel 2020. 
Sotto la guida del "Progetto Barbieri", sempre affiancato da Romeo De Battisti come consulente e con un forte direttivo capitanato dal duo Bergamasco-Uguccioni, l'Associazione ottiene il riconoscimento di Scuola Calcio Riconosciuta sin dal 2017/2018, raggiungendo quindi le principali realtà del padovano in quello che venivano definiti come "Campionati Elite". 
Anni Duemila Venti
A partire dalla stagione 2020/2021, l'Area Tecnica accoglie Alberto Carpi nel ruolo di nuovo Responsabile dell'Attività di Base. L'anno successivo entra nello staff tecnico Andrea Ardenti come responsabile del Settore Giovanile, completando il triumvirato della Scuola Calcio con Francesco Barbieri nel ruolo di Direttore. 
La stagione 2021/2022 è sicuramente la stagione record per il Settore Giovanile: la squadra Giovanissimi allenata da mister Galante vince il Campionato Primavera, superando nella finalissima provinciale l'Arcella sul neutro di Villatora di Saonara (PD); la squadra Allievi allenata da mister Albertin diverrà vice-campione provinciale Elite, sconfitta nel finale dall'Academy Plateola allo storico Stadio Appiani.
La stagione 2022/2023 si apre con l'arrivo di Maurizio Buraschi come nuovo Responsabile del Settore Giovanile al posto di Ardenti. Il Settore Agonistico dimostra un continuo miglioramento: la formazione Allievi mantiene la categoria, mentre la formazione Giovanissimi sfiora la finale per il titolo provinciale, sconfitta in semifinale dall'Ardisci e Spera per 2-4 sul neutro di Casalserugo. Inoltre, la formazione U15 femminile esordisce nel campionato regionale di categoria e l'attività di base si mantiene salda in termini numerici, incrementando ancor più il numero di tesserati. 
La stagione 2023/2024 vede l'abbandono di Buraschi e il ritorno di Francesco Barbieri come unico Responsabile Tecnico. Nonostante la retrocessione degli Allievi regionali, il settore agonistico si mantiene di riferimento per la provincia con la seconda semifinale consecutiva: questa volta i rossoneri cedono al passo all'Union Dese sul neutro di Due Carrare, con il medesimo risultato della stagione precedente (2-4). Sarà una stagione di rivisitazione per tutte le categorie, che terminerà anzitempo con le nomine di Michele Barbieri come nuovo Responsabile del Settore Giovanile e il ritorno di Gianmarco Galante come Responsabile dell'Attività di Base, a distanza di quattro anni dall'ultimo incarico ufficiale. 
Con questo preambolo, la stagione 2024/2025 inizia con entusiasmo e aria di rinnovamento. Il settore agonistico è ancora sugli scudi: mentre la formazione U15 non riesce a bissare i risultati della stagione precedente, la formazione U17 raggiunge nuovamente la finale di categoria, ancora allo stadio Appiani di Padova, esattamente come l'anno prima. In campo neutro, sono i pari età dell'Union Dese ad avere la meglio con il risultato di 4-2, al termine di una piacevole partita di fronte a più di 600 spettatori. Nel frattempo, il Direttivo Societario muove i primi passi annunciando il 18 maggio, con largo anticipo, Cristian Sacco come nuovo responsabile del Settore Giovanile per la stagione 2025/2026, che prende il posto di Michele Barbieri dopo solo una stagione. 
Non sarà l'unica novità: il 30 giugno Gianmarco Galante annuncia con un tweet la chiusura del rapporto dopo 9 anni consecutivi. Per la Scuola Calcio si apre una stagione di rinnovamento e nuovi arrivi anche alla guida delle squadre di uno dei più floridi e continui vivai della bassa padovana: in attività di base, arriva Nicola Pescarin come nuovo Responsabile. 

## Gemellaggi
Chievo Verona (2013-2016)
L'inizio della nuova avventura del settore giovanile porta in dote il gemellaggio con la società clivense. Nell'arco del triennio che vedrà Montagnana e Chievo Verona lavorare a stretto contatto, saranno numerose le iniziative che vedranno coinvolte i rossoneri al Bottagisio, sede principale degli allenamenti clivensi: partite allo Stadio Bentegodi, allenamenti con la supervisione dei tecnici gialloblu, clinic formativi. Il referente per la società rossonera era Francesco Barbieri. 
Durante l'estate 2016 si è svolto anche il Chievo Summer Camp presso lo stadio di Montagnana, che ha visto una cinquantina di atleti vestire la maglia clivense per una settimana intera, con la partecipazione dello staff tecnico delle giovanili del Chievo. 
Calcio Padova (2017-2025)
A partire dalla stagione 2017/2018, è stato definito un rapporto di affiliazione con il Calcio Padova. Nella stagione successiva, visti i saldi rapporti instaurati e il piacevole rapporto di collaborazione, l'Associazione Montagnana è stata insignita del titolo di "Gemellata" e rappresenta per il Calcio Padova uno dei principali interlocutori della Provincia per quanto concerne il settore giovanile.
Nel corso di questi anni sono state numerose le opportunità offerte da Calcio Padova al Montagnana: formazione tecnica per atleti e istruttori, assistenza, briefing con gli istruttori e visite allo Stadio Euganeo. Il gemellaggio ogni anno viene festeggiato con la Twin Cup, consueto evento di gennaio a Padova dove la società rossonera partecipa con tutte le formazioni dell'attività di base. I principali referenti di questa prima fase sono stati Federico Nichele per il Calcio Padova e Gianmarco Galante per Montagnana.
La stagione 2020/2021 si è aperta con la visita di Damiano Longhi agli impianti del Comunale.
Il referente tecnico in carica del progetto gemellate è Gianmarco Galante (dal 2024), mentre i principali referenti biancoscudati sono Angelo Montrone, Lorenzo Bedin e Carlo Sabatini. Il Gemellaggio si è interrotto nel 2025, con l'abbandono di Galante nel settore giovanile che di fatto sancisce il termine del ciclo che ha legato la città murata al biancoscudo. 
Hellas Verona (2025-ad oggi)
Con l'avvento del nuovo responsabile del settore giovanile Cristian Sacco, l'AC Montagnana inizia a partire dal 1° luglio 2025 un nuovo percorso a fianco della società scaligera. Sacco sarà il referente per questo nuovo percorso formativo. 

## Il Calcio Femminile
Nel corso del Consiglio di Amministrazione di dicembre 2018, viene approvato il nuovo progetto consistente nell'istituire una sezione femminile all'interno della Scuola Calcio. La crescente richiesta di adesione alle squadre maschili e la presa visione della presenza sempre più costante di ragazze nelle squadre affrontante durante i fine settimana, hanno di fatto aperto gli scenari per questa nuova iniziativa targata AC Montagnana.
Nel corso della stagione 2021/2022, ogni fine settimana scendono in campo complessivamente 30 ragazze di età compresa tra i 6 e i 12 anni, provenienti da Montagnana e dai comuni limitrofi, ripartite in due squadre Pulcini Under 10 e una squadra Primi Calci Under 8.
Anni Duemila Dieci
Promotori iniziali del Progetto nella stagione 2018/2019 furono Gianmarco Galante, Francesco Barbieri e Fabrizio Pepe, docente dell'IC "Luigi Chinaglia" di Montagnana. Dopo una serie di iniziative legate al Progetto Scuola Calcio, nel mese di maggio si svolgono i primi due raduni territoriali presso il Palasport di Megliadino San Vitale: complessivamente parteciparono più di 30 ragazze, per lo più montagnanesi ma provenienti anche dai comuni limitrofi. La folta partecipazione convinsero il Direttivo a insistere su questa nuova iniziativa.
La stagione 2019/2020, sempre sotto la guida tecnica di Galante e Pepe, vede di nuovo il calcio femminile all'interno delle principali iniziative legate alla collaborazione tra Scuola e Scuola Calcio fino al mese di dicembre. Dopo i canonici appuntamenti settimanali, per un totale di quasi due mesi, si fa larga l'ipotesi di iniziare l'attività in parallelo con il già esistente calcio maschile. Tuttavia, con lo scoppio della pandemia Covid, il Progetto subisce una brusca frenata e viene provvisoriamente sospeso al pari di tutto il movimento sportivo.
Anni Duemila Venti
Nel corso della stagione 2020/2021, il Progetto viene ripristinato da Gianmarco Galante in collaborazione con Alberto Carpi. Dopo una iniziale fase di studio, con il contemporaneo l'avvicinamento di nuove atlete inizialmente inserite nelle squadre maschili, viene raggiunto il quorum per la costruzione della prima squadra femminile della storia montagnanese, categoria Pulcini. Il 16 maggio 2021, la squadra disputa la prima storica amichevole di calcio femminile contro le pari età della squadra La Rocca Monselice, al Villaggio di Montagnana. Per l'occasione il Montagnana schiera: Baruffaldi Rita, Chayd Manal, Haimoud Marwa, Mantoan Martina, Morello Giorgia, Olin Matilde, Romano Linda, Scanzano Sofia, Veronese Camilla, Zanetti Giulia.
Sull'onda dell'entusiasmo, il 26 maggio 2021 lo Stadio Comunale di Montagnana ospita il primo torneo di calcio femminile della sua storia, a cui partecipano oltre alla società di casa le squadre di MM Sarego, La Rocca Monselice e PGS Concordia Schio.
La stagione 2021/2022 si apre con la piacevole novità delle crescenti adesioni al movimento: sono ben tre le squadre interamente composte da calciatrici, due formazioni Pulcini Under 10 e una formazione Primi Calci Under 8. Dopo un nuovo torneo organizzato a Montagnana in settembre, tutte e tre le squadre hanno iniziato il loro primo storico campionato FIGC nel girone maschile.
Nel corso della stagione 2022/2023, per la prima volta in assoluto la società rossonera parteciperà al campionato nazionale U15, schierando parallelamente anche una formazione U12 e una formazione U10 nei campionati maschili. La partecipazione al campionato U15 regionale (il massimo livello fin qui raggiunto) è attualmente mantenuta. 
La stagione 2024/2025 vedrà la formazione U15 accedere per la prima volta ad una fase finale: dopo aver raggiunto il quarto posto nel campionato Primaverile Silver, la formazione rossonera viene sconfitta ai quarti di finale dall'Hellas Verona, non macchiando comunque un ottimo percorso e una graduale crescita della squadra e di tutte le atlete. Al termine della stagione, il referente e fondatore Gianmarco Galante lascerà l'incarico a Cristian Sacco, suo successore in tutte le cariche tecniche per la stagione 2025/2026.  

## Statistiche e record

### Partecipazione ai campionati
| Livello | Categoria            | Partecipazioni | Debutto   | Ultima stagione | Totale |
| ------- | -------------------- | -------------- | --------- | --------------- | ------ |
| 3º      | Serie C              | 2              | 1946-1947 | 1947-1948       | 2      |
| 4º      | Promozione (Serie D) | 1              | 1948-1949 | 1948-1949       | 1      |